# Azazga
Azazga är en ort i Algeriet. Den ligger i provinsen Tizi Ouzou, i den norra delen av landet, 120 km öster om huvudstaden Alger. Azazga ligger 435 meter över havet och antalet invånare är 40 623.

## Terräng och klimat
Terrängen runt Azazga är huvudsakligen kuperad, men västerut är den platt. Terrängen runt Azazga sluttar västerut. Runt Azazga är det tätbefolkat, med 383 invånare per kvadratkilometer. Närmaste större samhälle är Timizart, 11,2 km nordväst om Azazga. Trakten runt Azazga består till största delen av jordbruksmark.